# Toldos Aharon

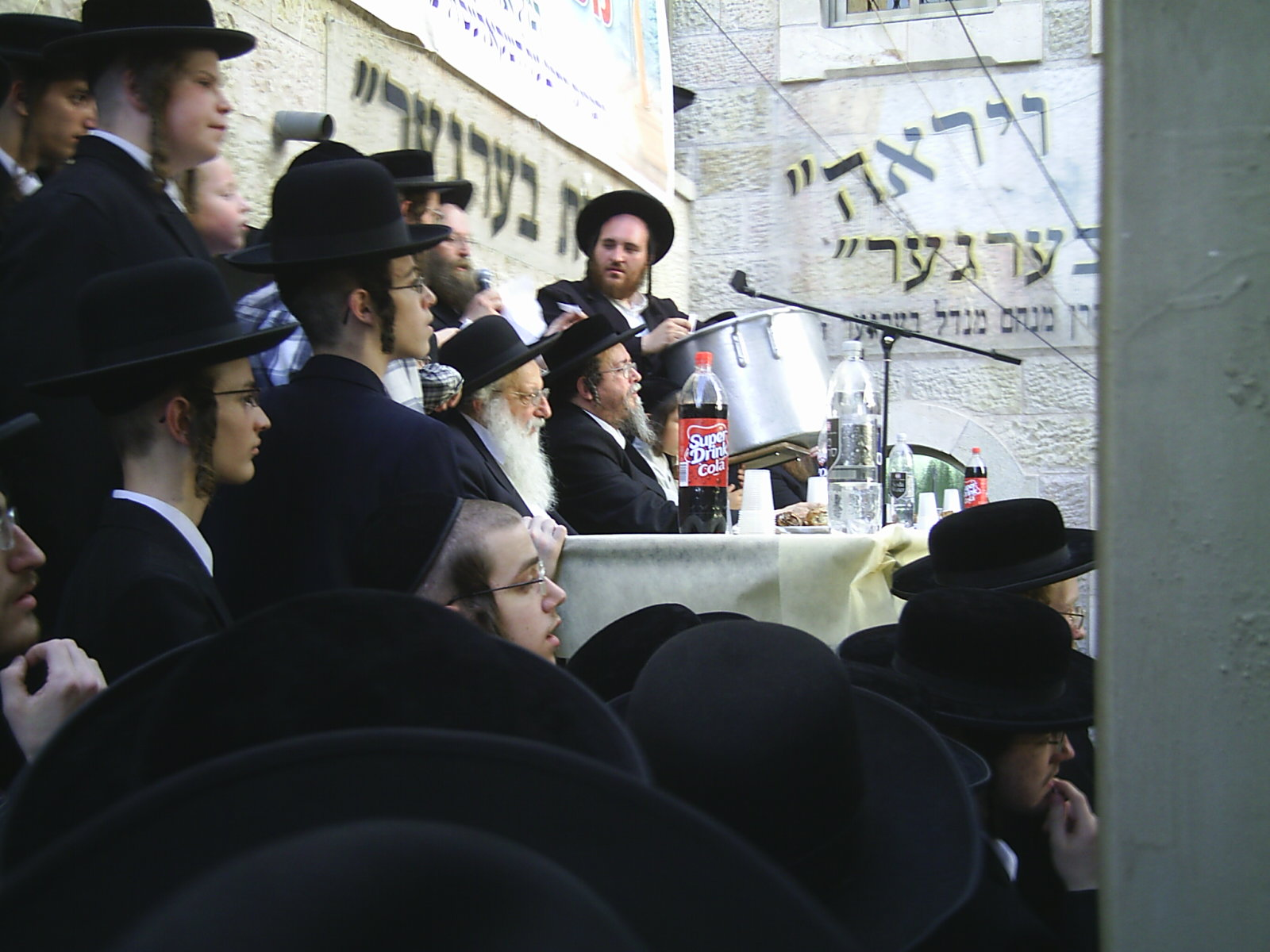
Rebbe van Toldos Avrohom Yitzchok in Mea Sjearim, Jeruzalem, tijdens een bijeenkomst met schoolkinderen (juni 2006)

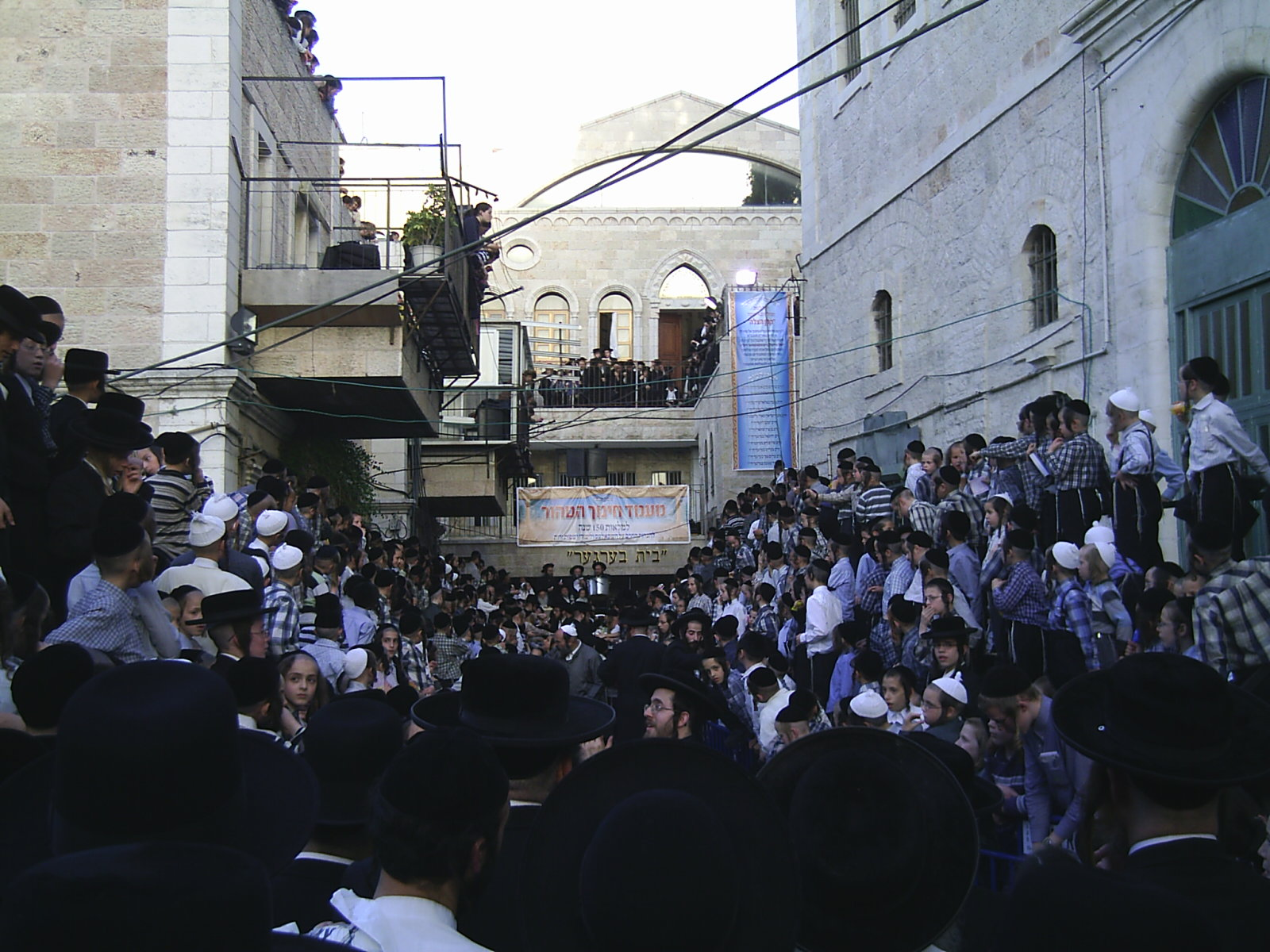
Bijeenkomst van schoolkinderen van Toldos Avrohom Yitzchok in Mea Sjearim, Jeruzalem (juni 2006)

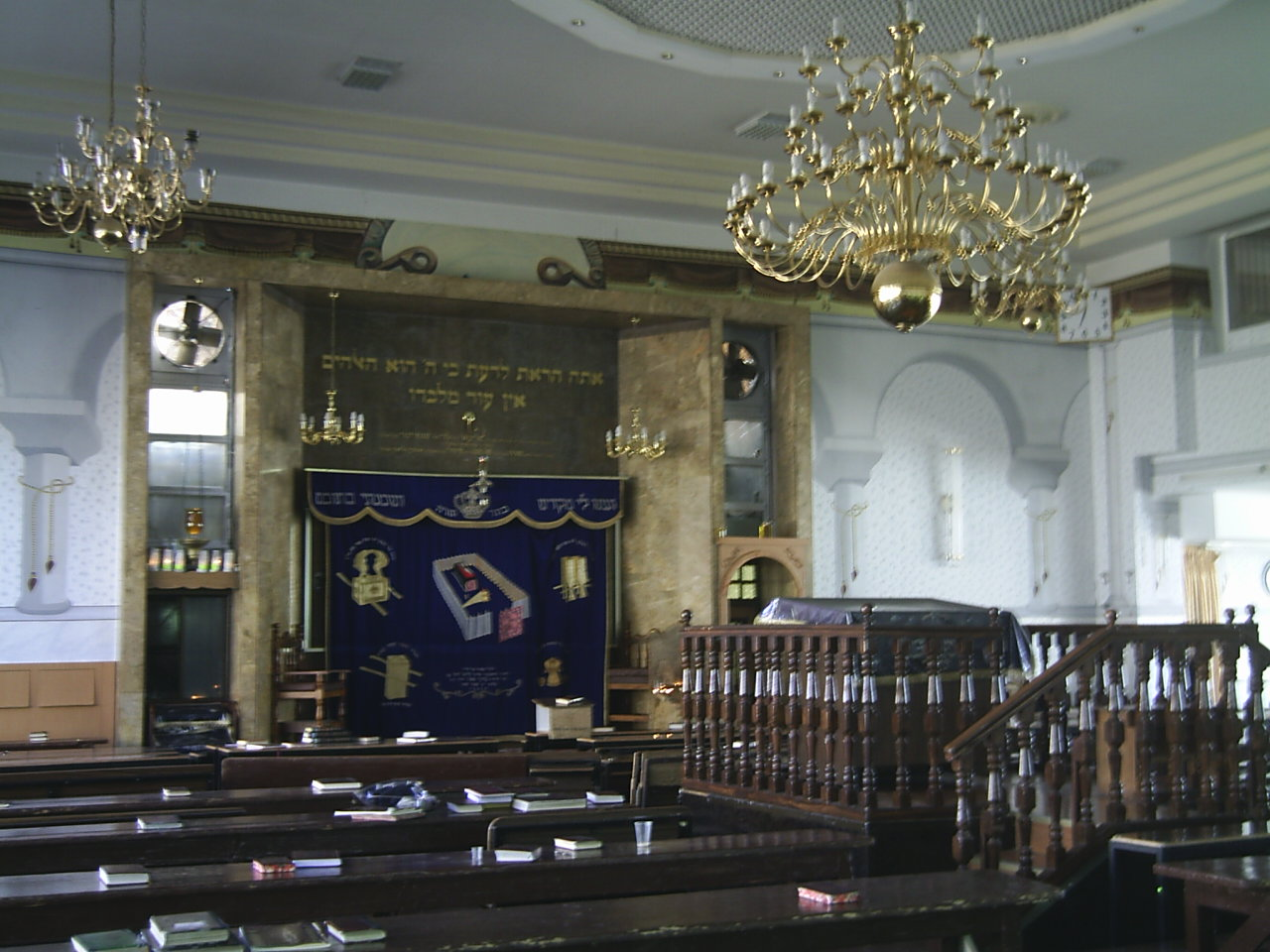
Beis Midrash HaGodol (hoofdsynagoge) van Toldos Aharon in Mea Sjearim, Jeruzalem

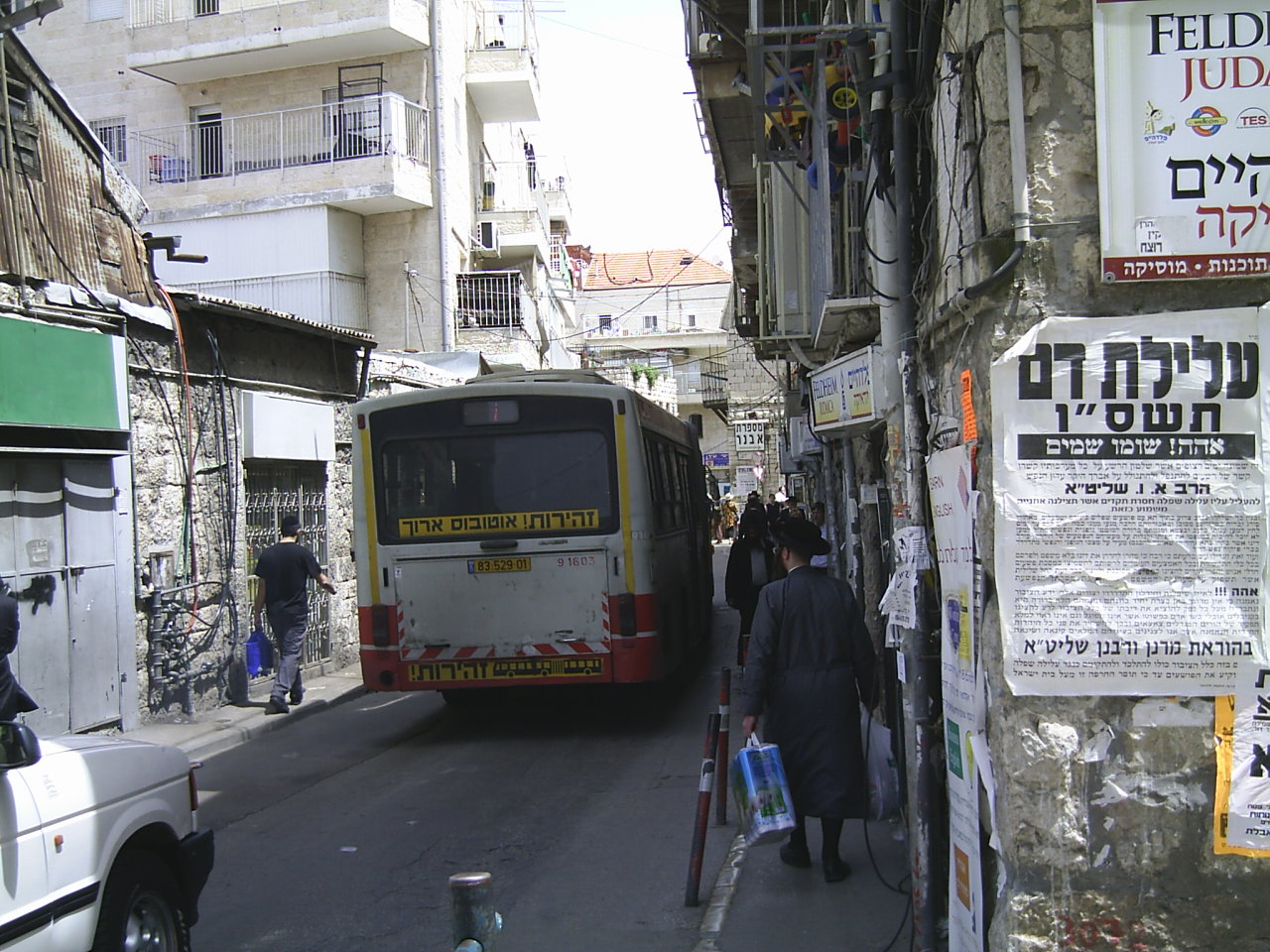
Chossid in het dichtbevolkte Mea Sjearim, thuisbasis van Toldos Aharon

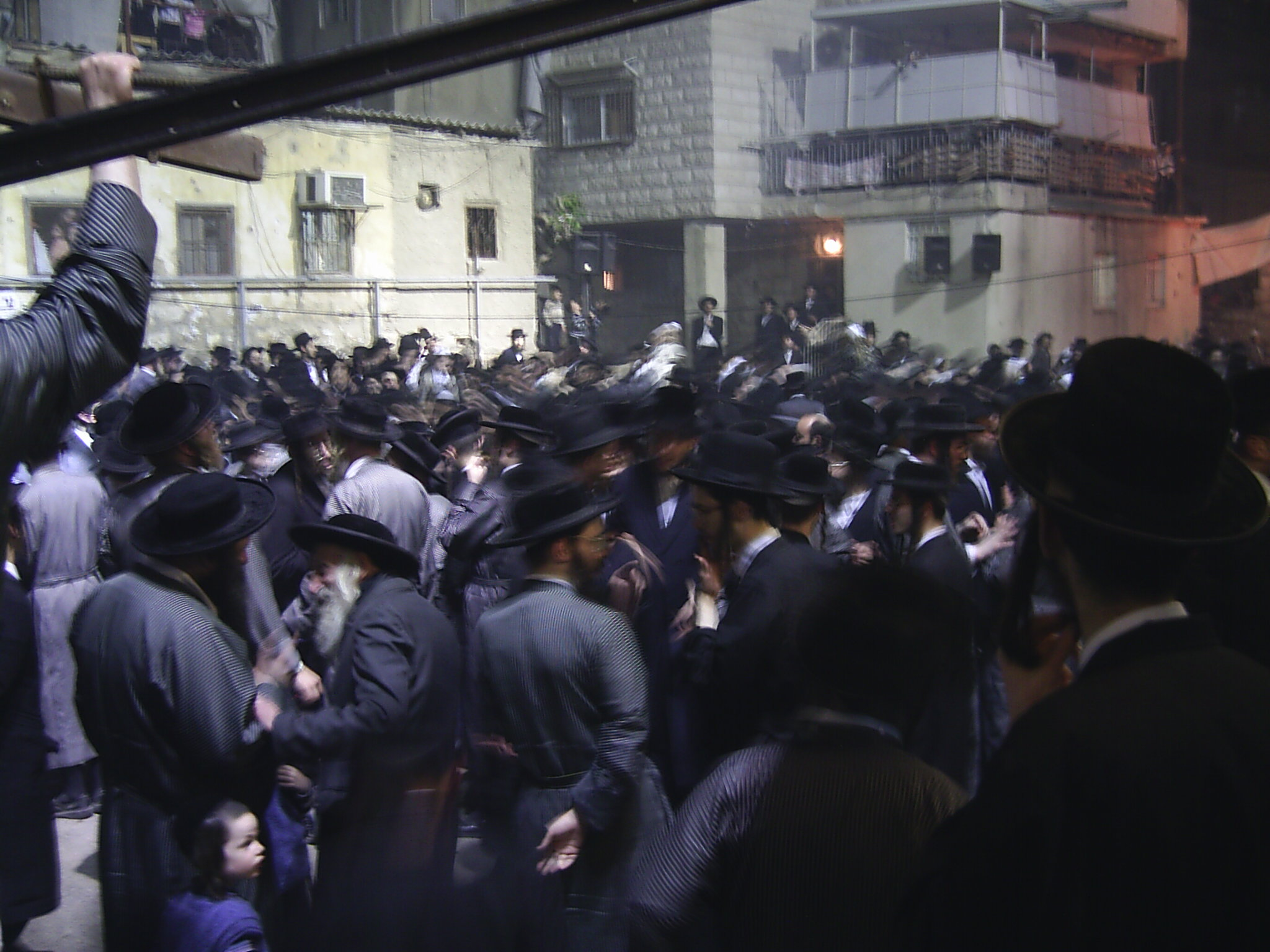
Lag BaOmer feest op het voorplein van het Beis Midrash HaGodol van Toldos Aharon (2006)

Toldos Aharon (Hebreeuws: חסידות תולדות אהרן, Toledoth Aharon, [vrome/nalevende] afstammelingen van Aaron) is een in de Jeruzalemse wijk Mea Sjearim gevestigde chassidisch-joodse beweging. Het is, samen met moederbeweging Shomer Emunim en de afsplitsing Toldos Avrohom Yitzchok, een van de meest extreem-orthodoxe bewegingen in de joodse wereld.

## Reb Arele en het zionisme
Reb Arele, oprichter van Shomer Emunim, was fel tegenstander van het zionisme. Zijn emigratie naar Jeruzalem was dan ook niet om het land te bezetten, maar om aan de Shoah te ontkomen en een nieuw en heilig leven met zijn volgelingen in de voor hen heilige stad Jeruzalem op te bouwen, zonder daarbij tot doel te hebben om de Arabische inwoners van de stad en het land te verdrijven. Ook nu nog is Toldos Aharon een van de felst antizionistische bewegingen. Zo hangen leden op de Israëlische Onafhankelijkheidsdag zwarte vlaggen uit, als teken van rouw.
Het antizionisme van de beweging(en) is gebaseerd op dezelfde theologische achtergrond als dat van Satmar, uitgelegd in het boek Vayoel Moshe. Reb Arele was een goede vriend van de Satmar rebbe Joel Teitelbaum, schrijver van Vayoel Moshe.
In de straten rond de hoofdsynagoges van Toldos Aharon en Toldos Avrohom Yitzchok hangen regelmatig fel antizionistische aanplakposters, met teksten zoals:
- "Zionisten - Honden. Twee woorden, dezelfde betekenis."

- "Het zionistische beest heeft geen verwantschap met de normale mens."

- "Niet alleen Gush Katif, maar de hele zionistische staat moeten vernietigd worden."

## Oorsprong
Shomer Emunim
Moederbeweging, nu kleinste van de drie.
Toldos Aharon
Eerste afsplitsing, grootste van de drie.
Toldos Avrohom Yitzchok
Afsplitsing van Toldos Aharon.

## Leefwijze
Volgelingen van deze bewegingen dragen geen zwarte jassen en keppels, zoals andere chassidische joden. Zij dragen grijs-wit gestreepte jassen en witte gebreide keppels, echter wel (kleine) zwarte hoeden. Dat maakt ze echter niet minder orthodox. Ze behoren tot de meest geïsoleerde religieuze gemeenschappen en hebben vrijwel geen enkel contact met de grotere Israëlische maatschappij die ze volledig verwerpen. De bewegingen zijn alle drie zeer antizionistisch.
Ze verlaten uiterst zelden hun wijk, Mea Sjearim in Jeruzalem (sommigen wonen in Bnei Brak), en komen nooit in seculiere plaatsen.
Een voorbeeld is hoe de vorige rebbe, reb Arele, een decreet uitvaardigde dat het bezit van een radio verboden was: binnen een dag had geen enkele chassied meer een radio in huis. Desondanks blijven de meesten via-via toch wel op de hoogte van hetgeen zich in Israël afspeelt en bezit iedereen wel een mobiele telefoon.

## Leiders
- Rebbe Aharon ("Reb Arele") Roth (overleden 1946) - schrijver van Shomer Emunim, Shulchan HaTahor, en Taharas HaKodesh - oprichter van Shomer Emunim in Satu Mare (Hongarije), en Jeruzalem.
  - Rebbe Avraham Chaim Roth, huidig Shomer Emunim rebbe in Bnei Brak, zoon van Reb Arele
  - Rebbe Avraham Yitzchok Kahn (overleden 1996), schrijver van Divrei Emunah, vorige Toldos Aharon rebbe van Jeruzalem, schoonzoon van Reb Arele
    - Rebbe Shmuel Yaakov Kahn, huidig Toldos Avraham Yitzchok rebbe in Jeruzalem, oudste zoon van rebbe Avraham Yitzchok Kahn
    - Rebbe Dovid Kahn, huidig Toldos Aharon rebbe in Jeruzalem, andere zoon van rebbe Avraham Yitzchok Kahn

Rebbe Aharon Roth richtte Shomer Emunim in het Hongaarse (thans Roemeense) Satu Mare op. Rond de Shoah verhuisde hij met de beweging naar Jeruzalem. Na zijn overlijden in 1946 werden zowel zijn zoon als schoonzoon rebbes. De beweging van zijn zoon, rebbe Avraham Chaim Roth, werd rebbe van Shomer Emunim, en zijn schoonzoon, rebbe Avraham Yitzchok Kahn, werd hoofd van de afgesplitste en grotere beweging Toldos Aharon. Na het overlijden van rebbe Avraham Yitzchok Kahn werden twee van zijn vele zonen rebbes: een jongere zoon, rebbe Dovid Kahn, die in Monsey bij de Satmar rebbe had geleerd, werd rebbe van Toldos Aharon. Een oudere zoon, rebbe Shmuel Yaakov Kahn, werd rebbe van een nieuwe beweging genaamd Toldos Avraham Yitzchok, naar zijn vader. Een andere zoon werd hoofd van een jesjiva in het Satmar-stadje Kiryas Joel bij New York.
De gebouwen van de Toldos Aharon en Toldos Avraham Yitzchok bewegingen staan enkele honderden meters van elkaar in de Jeruzalemse wijk Mea Sjearim.